# 堀ひろみ
堀 ひろみ（ほり ひろみ、1985年4月12日 - ）は、日本の民謡歌手。千葉県千葉市出身。

## 略歴
3歳のときに民謡を始め、三味線や日本舞踊にも精通する。尺八奏者の堀淡三と民謡歌手の曽我了子に師事し、2008年（平成20年）より堀ひろみとして活動。数々の民謡全国大会で優勝するなど実績を重ね、テレビやラジオでも活動を展開している。2014年から2017年には、NHK-FMのラジオ番組『日本の民謡』の司会を務めていた。
2015年7月29日、日本コロムビアからシングル「月にうたう」をリリース。

## 受賞歴
- 1998年 白浜音頭大会 少年少女の部 総合優勝
- 2006年 財団法人日本民謡協会大田区連合大会 総合優勝
- 2006年 茶切節全国大会 総合優勝
- 2007年 長崎ぶらぶら節全国大会 総合優勝
- 2007年 白浜音頭全国大会成年の部 優勝
- 2008年 博多節全国大会成年の部 優勝
- 2008年 ヤングフェスティバル 準優勝
- 2009年 十日町小唄全国大会 総合優勝
- 2009年 財団法人日本民謡協会大田区連合大会総合優勝
- 2010年 正調博多節全国大会 総合優勝
- 2011年 木更津甚句全国大会 総合優勝
- 2011年 大森甚句全国大会 総合優勝